# Елерон
Елерон (от френски: Aileron) е подвижна управляваща повърхност на крилото на въздухоплавателно средство с неподвижно крило (например самолет), осигуряваща напречно управление (завъртането около надлъжната ос) при ниски и средни скорости на полет. Елероните имат нежелателно вторично влияние в попътния канал, за чието намаляване се предприемат редица конструктивни мерки (диференциално отклонение, провисващ тип елерон и т.н.). Елероните се разполагат по един или повече на всяко полукрило, и са кинематично свързани, така че когато едините се отклоняват надолу, другите се отклоняват нагоре. Падащият елерон увеличава подемната сила на съответното полукрило, докато повдигащия се елерон намалява подемната сила на другото полукрило.
Думата елерон идва от френски език и означава „малко крило.“